# Wydział Wokalno-Aktorski Akademii Muzycznej im. Stanisława Moniuszki w Gdańsku
Wydział Wokalno-Aktorski Akademii Muzycznej im. Stanisława Moniuszki w Gdańsku – jeden z czterech wydziałów Akademii Muzycznej im. Stanisława Moniuszki w Gdańsku. Jego siedziba znajduje się przy ul. Łąkowej 1-2 w Gdańsku.

## Struktura[2]
- Katedra Wokalistyki
- Katedra Musicalu

## Kierunki studiów
- Wokalistyka[3]

## Władze[2][4]
Dziekan: dr Krzysztof Bobrzecki

Prodziekan: mgr Andrzej Sienkiewicz